# Laurence Cottle
Laurence Cottle (* 16. prosince 1961 Swansea) je velšský baskytarista a skladatel.
Věnuje se převážně jazzu a jazz fusion, ale spolupracoval i s mnoha rockovými hudebníky. V osmdesátých letech působil v kalifornské kapele The Fents, dále hrál například v kapele Earthworks bubeníka Billa Bruforda. V roce 1989 hrál na albu Headless Cross heavymetalové skupiny Black Sabbath, při koncertech ji však nedoprovázel. Rovněž hrál na sólové desce jejího kytaristy Tonyho Iommiho (Iommi, 2000). Dále hrál s Ericem Claptonem (August, 1986), Alanem Parsonsem (Gaudi, 1987; Freudiana, 1990), Mikem Oldfieldem (Tubular Bells II Live, 1992), Vanem Morrisonem (Keep Me Singing, 2016; Roll with the Punches, 2017) a mnoha dalšími.
Jako producent se podílel na deskách bubeníka Gavina Harrisona, pozounisty Marka Nightingalea, zpěvačky Claire Martinové a kytaristy Jima Mullena. Věnuje se skládání krátkých hudebních skladeb, které licencuje mj. pro televizi; jeho hudba byla použita například v seriálech Přátelé, Fresh Prince a Spongebob v kalhotách. Kromě baskytary hraje také na pozoun. Jeho starším bratrem je multiinstrumentalista Richard Cottle, otec byl klavíristou.

## Sólová diskografie
- Five Seasons (1992)
- The Art of Jazz (1993)
- The Rhythm Has It (1994)
- The Laurence Cottle Quintet Live! (1995)
- The Art of Jazz 2 (1995)
- Play It with Style (1997)
- Tasty Bits… (1999)
- Tasty Bits 2 (2000)
- Jazz! (2001)
- Extreme Big Band (2003)
- Big Band Bonanza (2007)